# Boulevard de Picpus
Der Boulevard de Picpus ist eine Straße im Quartier du Bel-Air und Quartier de Picpus im 12. Arrondissement von Paris.

## Lage
Der Boulevard beginnt am Place Sans–Nom und führt in nördlicher Richtung zum Square Courteline. Dort biegt er nach Osten ab zur Kreuzung Avenue du Trône / Cours de Vincennes. (Kurz davor gibt es einen Nebenarm zu einem Nebenarm der Avenue du Trône.)
Die Straße ist mit der Metro über die Stationen Bel-Air und Picpus mit der Linie   zu erreichen.

## Namensursprung
Der Name der Straße entspricht der Lage: Sie liegt auf der Grenze des Quartier de Picpus.

## Geschichte
Ehemals verlief der Weg folgendermaßen:
- außerhalb der ehemaligen Zollmauer:
  - Boulevard de Picpus, Rue de Picpus und der Avenue de Saint-Mandé
  - Boulevard de Saint-Mandé, im Bereich der heutigen Avenue de Saint-Mandé und dem Cours de Vincennes
- innerhalb der ehemaligen Zollmauer:
  - ein Teil des Place de la Barrière-de-Picpus, im Bereich der heutigen Rue de Picpus
  - Chemin de ronde de Picpus, im Bereich der heutigen Rue de Picpus und der Avenue de Saint-Mandé
  - Chemin de ronde de Saint-Mandé, im Bereich der heutigen Avenue de Saint-Mandé und der Avenue du Trône

Die Zollstation Picpus befand sich an der heutigen Ecke Rue de Picpus / Boulevard de Reuilly und Boulevard de Picpus.
Der Boulevard wurde 1811 auf der ehemaligen Mauer der Generalpächter errichtet und bekam 1864 den heutigen Namen.

## Sehenswürdigkeiten
- Nr. 33: Hôpital Rothschild
- Die Coulée verte René-Dumont bei der Rue du Sahel
- Nr. 47: Katholische Privatschule Saint-Michel de Picpus[3], gegründet 1876 und als Monument historique eingestuft
- Square Courteline
- Der Pavillon und die Philippe-Auguste-Säule (die im Süden) der ehemaligen Zollstation Trône (bis 1987, als der Place de l’Île-de-la-Réunion geschaffen wurde); hier endet der Boulevard de Picpus.